# Aarmühle (Taunusstein)
Die Aarmühle ist eine ehemalige Wassermühle in der Gemarkung Wehen der Stadt Taunusstein im Rheingau-Taunus-Kreis in Hessen. Die Mühle wurde durch die Aar angetrieben.
1230/31 schenkte Graf Heinrich der Reiche von Nassau die Aarmühle dem Deutschen Orden. Im Jahr 1347 belehnte das Deutschordenshaus in Mainz den Schultheißen Contze zu Wiesbaden mit einem unterhalb Wehens an der Aar gelegenen Hof. Im Herzogtum Nassau war die Mühle Domänengut. Die Unterlagen der damaligen Zeit befinden sich im Hessischen Hauptstaatsarchiv. Die Mühle wird heute als Pension genutzt.